# Cosmarium margaritiferum
Cosmarium margaritiferum  là một loài Song tinh tảo trong họ Desmidiaceae, thuộc chi Cosmarium.